# Monte Comán
Monte Comán är en ort i Argentina.   Den ligger i provinsen Mendoza, i den centrala delen av landet, 900 km väster om huvudstaden Buenos Aires. Monte Comán ligger 529 meter över havet och antalet invånare är 3 712.
Terrängen runt Monte Comán är mycket platt, och sluttar österut. Runt Monte Comán är det mycket glesbefolkat, med 5 invånare per kvadratkilometer..
Omgivningarna runt Monte Comán är i huvudsak ett öppet busklandskap.